# Албани
Албани (антгрч.  — Албанои, лат. Albanoi — Албанои) били су племе, највероватније илирског порекла, чији се први историјски помен појављује у раду Птолемеја. Он помиње име Албани и град Албанопољ (антгрч.  — Албанополис), који лежи на обали Јонског мора, на подручју савремене Албаније. Међутим, локацију овог града су касније оспоравали и византијски и модерни истраживачи.
Птолемеј сам не наводи право етничко порекло Албана, па се не може јасно утврдити да ли су грађани Албанопоља били Илири, Македонци или римски колонисти из италијанске Албе. Њихова идентификација и веза са модерном нацијом Албанаца је веома спорна. Покушај повезивања није могућ, јер не постоји хипотеза о томе како је дошло до ширења имена овог племена на цијелу нације и у чему је био значај тог племена и града.